# Medaglia delle forze armate (Costa d'Avorio)
La medaglia delle forze armate è un premio statale della Costa d'Avorio.

## Insegne
- Il  nastro completamente verde scuro.